# Demarziella storeyi
Demarziella storeyi là một loài bọ cánh cứng trong họ Bọ hung (Scarabaeidae).